# Leopold Friedrich Raab
Leopold Friedrich Raab (Glogów, 1721 i mort després del 1784) fou un compositor i violinista alemany.
Feu els primers estudis en els jesuïtes de Wrocław, i més tard fou deixeble de Benda, l'estil del qual assimilà de tal manera que era difícil distingir les seves composicions de les del seu mestre.
Va pertànyer a diverses capelles reials i deixà nombrosos concerts per a violí.
El seu fill Ernst Eric (1750-1801) fou un distingit violinista.